# 泉河 (颍河)
泉河，位于河南省东部、安徽省西北部，是颍河右岸支流，上游称汾河，发源于河南省漯河市召陵区西部，东南流经商水县中部、项城市中部后进入沈丘县，于沈丘县西南老城镇西洪山庙附近左汇泥河后始称“泉河”，泉河东南流至东武沟口出河南境，进入安徽省临泉县，经临泉县北部，沿临泉与界首边界，进入阜阳市，最后于阜阳闸注入颍河。全长241公里，流域面积5260平方公里。其中汾河段长124公里，流域面积3416平方公里。途纳枯河、青龙沟、曹河、港河、流鞍河等支流。